# Utz Utermann
Utz Utermann, gebürtig Wilhelm Utermann, Pseudonyme Wilhelm Roggersdorf, Mathias Racker (* 3. Dezember 1912 in Annen; † 11. August 1991 in Roggersdorf, Gemeinde Holzkirchen) war ein deutscher Schriftsteller, Journalist, Drehbuchautor und Filmproduzent.

## Leben
Wilhelm Utermann schrieb und sprach bereits im Alter von 16 Jahren für den Rundfunk und studierte später Philosophie an den Universitäten von Rostock, Köln und Berlin. Anschließend arbeitete er als Journalist und Schriftsteller.
Als Hauptschriftleiter der Reichsjugendführung war Utermann für die Jugendzeitschriften des BDM und der Hitler-Jugend verantwortlich und veröffentlichte mehrere Bücher im parteieigenen Eher-Verlag. Er war außerdem Schriftleiter beim Völkischen Beobachter. Von Beginn des Zweiten Weltkriegs an übernahm er die Rubrik „Soldaten erzählen Soldatengeschichten“, die später in vier Sammelbänden in Millionenauflagen publiziert wurde.
Gustaf Gründgens verpflichtete ihn als Dramaturgen des Preußischen Staatstheaters. 1940 wurde sein Stück Kollege kommt gleich im Kleinen Lustspielhaus unter der Regie von Theo Lingen uraufgeführt. Er war auch für den Film tätig und überarbeitete die Dialoge der späten Filme von Emil Jannings.
Ebenfalls 1940 wurde Utermanns Komödie Verkannte Bekannte unter dem Titel Der Kleinstadtpoet verfilmt, wobei Utermann auch am Drehbuch mitarbeitete. 1943 erschien Kollege kommt gleich im Kino.
Nach dem Krieg schrieb er als Journalist Theater-, Film- und Buchkritiken. 1950 kam seine Komödie Das Dementi unter dem Titel Verlobte Leute in die Filmtheater. Als Geschäftsführer und Herstellungsleiter stand er von 1950 bis 1954 in den Diensten der Schorcht-Film bzw. Sirius-Film und wirkte ab 1955 für die Divina von Ilse Kubaschewski. 1960 gründete er in München seine eigene Utermann-Filmproduktion, die aber nur kurze Zeit existierte. Danach produzierte er für die Bavaria.
Utermanns Produktionen waren in der Regel verhältnismäßig tempoarm und gelten als gediegene, gepflegte Unterhaltungsware. In der zweiten Hälfte der 1950er Jahre war wiederholt Ruth Leuwerik Star seiner Filme, in den beginnenden 1960er Jahren Heinz Rühmann. 
1964 verließ Utermann das Filmgeschäft und wandte sich wieder der Schriftstellerei zu, unter anderem unter dem Namen „Wilhelm Roggersdorf“ als Bearbeiter der Bücher Erich von Dänikens. Unter dem Pseudonym „Mathias Racker“ verfasste er noch in den 1980er Jahren zahlreiche Werke.

## Familie
Aus der am 26. Oktober 1939 geschlossenen Ehe mit der Beauftragten für das BDM-Werk Glaube und Schönheit, Clementine zu Castell-Rüdenhausen, gingen drei Söhne hervor. Die Ehe wurde am 27. Oktober 1954 geschieden; am 24. Januar 1967 heirateten die beiden ein zweites Mal.

## Ausgesonderte Publikationen
Nach Ende des Zweiten Weltkrieges wurden einige Schriften Utermanns in der Sowjetischen Besatzungszone auf die Liste der auszusondernden Literatur gesetzt:
Panzer nach vorn! (mit Herbert Reinecker und Karl Georg von Stackelberg; Die Heimbücherei, Berlin 1939), Das Reich Adolf Hitlers. Ein Bilderbuch vom Werden Großdeutschlands 1933–1940 (mit Hellmut Holthaus; Eher, München 1940), Krisenfreie Wirtschaft (Deutsche Verlags-Anstalt, Stuttgart 1940) und Der Herr Prinzipal (Eher, Berlin 1941) sowie die von ihm herausgegebenen Werke Scheinwerfer auf uns! Eine Sammlung grundsätzlicher Aufsätze aus der HJ (Westfalen-Verlag, Dortmund 1939), Im Angriff und im Biwak. Soldaten erzählen Soldatengeschichten (Eher, Berlin 1943) und Soldaten-Alltag. Soldaten erzählen Soldatengeschichten (Eher, Berlin 1943).

## Filmografie (als Produzent)
| - 1954: Bildnis einer Unbekannten - 1955: Rosen im Herbst - 1956: Die Trapp-Familie - 1957: Königin Luise - 1957: Auf Wiedersehen, Franziska! - 1957: Immer wenn der Tag beginnt (auch Drehbuch) - 1958: Taiga - 1958: Die Trapp-Familie in Amerika - 1959: Dorothea Angermann - 1959: Die ideale Frau - 1959: Liebe auf krummen Beinen (nur Drehbuch) - 1960: Eine Frau fürs ganze Leben | - 1960: Das schwarze Schaf - 1960: Auf Engel schießt man nicht - 1960: Mein Schulfreund - 1961: Mörderspiel - 1961: Die Stunde, die du glücklich bist - 1961: Das Leben beginnt um acht - 1961: Max, der Taschendieb - 1962: Dicke Luft - 1962: Er kann’s nicht lassen - 1963: Meine Tochter und ich - 1963: Hedda Gabler - 1964: Vorsicht Mister Dodd |

## Verfilmungen
- 1940: Der Kleinstadtpoet
- 1943: Kollege kommt gleich
- 1944/50: Verlobte Leute